# Vlag van Kansas City (Missouri)

Vlag van Kansas City

De vlag van Kansas City is de officiële vlag van de stad Kansas City (Missouri), en bestaat uit twee horizontale banen van rood (boven) en blauw, met een wit gestileerd hartembleem. Het is de zevende stadsvlag van Kansas City. De vlag is ontworpen door Melissa Kozakiewicz en Jared Horman. De huidige vlag werd op 9 februari 2023 met 10-1 stemmen aangenomen door de gemeenteraad. Voorstanders van het nieuwe ontwerp halen de verbeterde "zichtbaarheid en het gemak van identificatie en productie" van de vlag aan.
De huidige vlag heeft betekenis in verschillende delen van het ontwerp. Zo staat de rode baan bovenaan voor de vriendelijkheid en hartelijkheid van de inwoners van Kansas City. De blauwe baan onderaan staat voor de nabijgelegen rivier de Missouri. Het witte embleem in het midden is een fontein, die voorstelt dat Kansas City de stad van de fonteinen is. Het embleem heeft ook een vaag silhouet van een hart, dat laat zien dat Kansas City het hart van de natie is en opnieuw verwijst naar het medeleven van de inwoners van Kansas City.

## Vorige vlaggen
De eerste vlag van Kansas City, aangenomen in 1913, had de vorm van een wimpel en bevatte het zegel van Kansas City en de woorden "KANSAS CITY". De tweede vlag, aangenomen in 1936, verving de wimpel door een meer gebruikelijke rechthoek, maar bevatte hetzelfde zegel als de eerdere wimpel, geplaatst tussen de woorden "KANSAS" en "CITY" op de middelste baan in een blauw-wit-blauwe horizontale driekleur.
De derde vlag, aangenomen in 1944, nam het driekleur-motief van het vorige ontwerp over. Het stadszegel was bijgewerkt en werd nu groter weergegeven dan het vorige ontwerp, zodat het delen van alle drie de banen bedekte in plaats van in de middelste baan. Dit ontwerp verwijderde ook de woorden "KANSAS" en "CITY" die het zegel op het vorige ontwerp flankeerden.
De vierde vlag werd aangenomen in 1972 en bevatte het Kansas City Bicentennial Seal of "Paper Clip Seal" op een wit veld met twee verticale balken aan het uiteinde.
In 1992 werd in deze versie het zegel bijgewerkt naar het fonteinembleem en werden de woorden "City of Fountains / Heart of the Nation" boven het embleem en "Kansas City / Missouri" eronder toegevoegd. Drie jaar later werd de vlag opnieuw bijgewerkt, waarbij de woorden en het embleem in de Franse driekleur werden geplaatst, wat de connectie met de Franse bonthandelaren langs de rivier de Missouri voorstelde; deze versie bleef tot de huidige vlag in 2023 werd aangenomen.

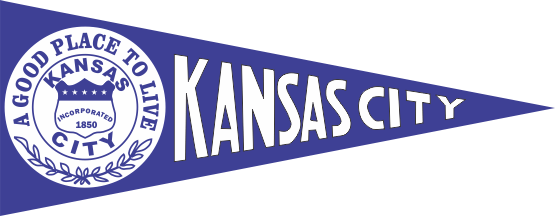
1913–1936
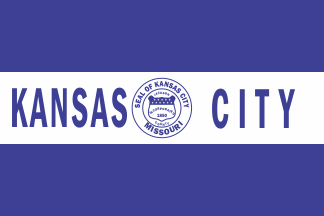
1936–1944
1944–1972
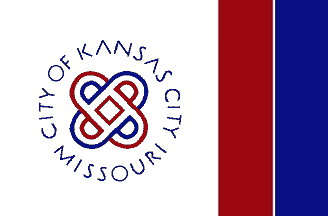
1972–1992
1992–1995
1995–2023